# Кулясте скупчення Геркулеса
 Кулясте скупчення Геркулеса (також відоме як М13, NGC  6205
) розташоване в сузір'ї Геркулеса. Одне з найвідоміших і добре досліджених кулястих скупчень Північної півкулі.

## Історія відкриття
Було відкрито Едмондом Галлеєм в 1714 р.

## Цікаві характеристики
Маючи видиму зоряну величину 5,8m, скупчення ледь помітне неозброєним оком у дуже ясну ніч. Його дійсний діаметр становить 165 світлових років. Скупчення містить кілька сотень тисяч зір і віддалене від Землі на 25 000 світлових років.
У 1974 році в бік скупчення було надіслано послання Аресібо.

## Спостереження

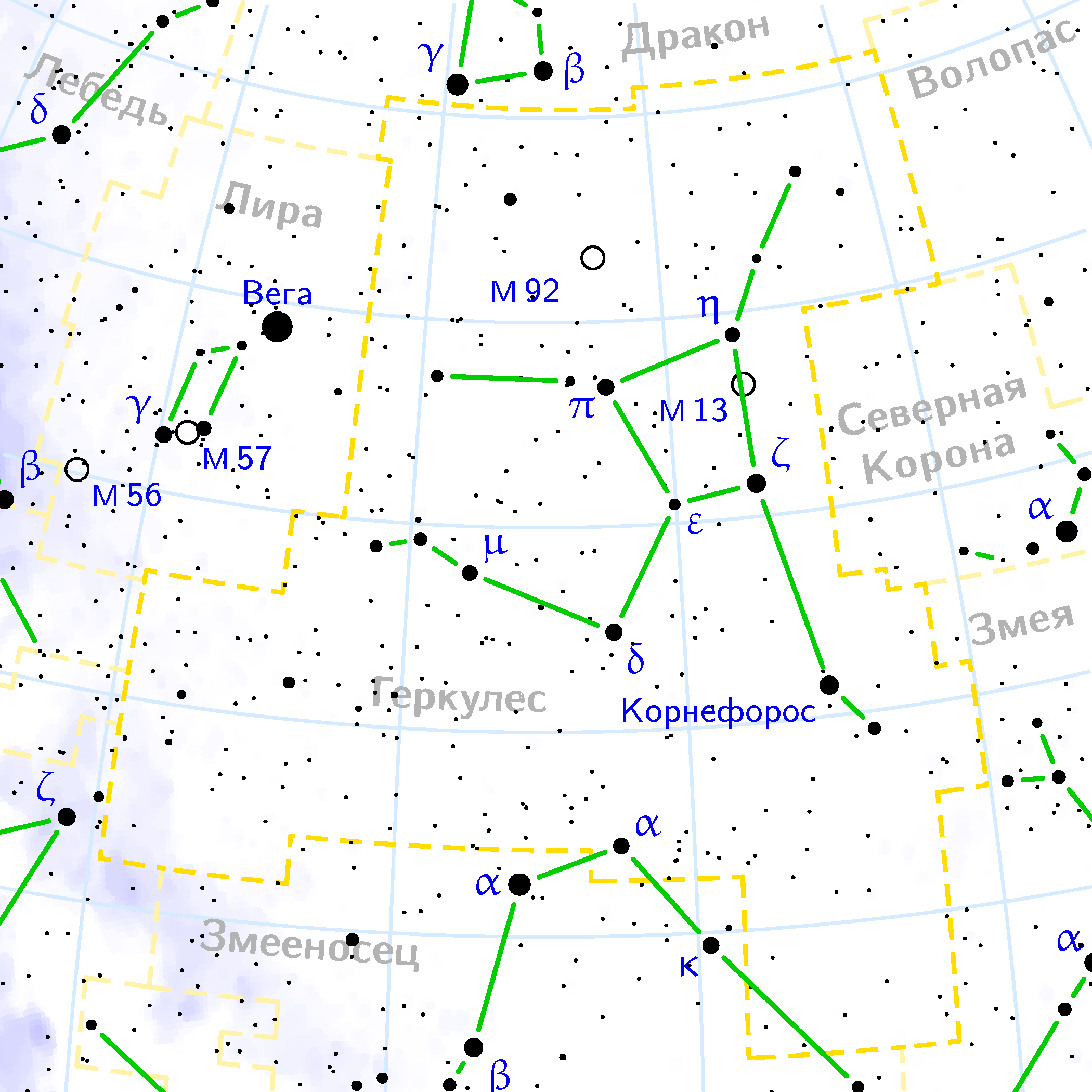
М13 в сузір'ї Геркулеса

Велике Скупчення в Геркулесі — один із найвідоміших об'єктів «далекого космосу», з якого часто починають свої літні сесії і новачки, і досвідчені любителі астрономічних спостережень. Це кулясте скупчення видно неозброєним оком при відмінному прозорому небі і малому його засвіченні. У бінокль його легко знайти вздовж західного боку трапеції, утвореної зорями ε, ζ, η, π Геркулеса, ближче до η. Скупчення має вигляд світлої дифузної плями між парою зір 7-ї величини. Навіть на не дуже гарному небі порівняно невеликий телескоп (з апертурою від 70 мм) розкриває зоряну природу цього скупчення, хоча щоб побачити його «глибини», коли воно розпадається на сотні зір, потрібен солідний інструмент з апертурою від 250 мм. Є повідомлення навіть про денні спостереження М13 (щоправда, фотографічні).
При великому збільшенні з достатньою апертурою телескопа на його периферії можна побачити безліч ланцюжків зір. За формою скупчення нагадує морського їжака, краба або павука. З особливостей М13: фігура темного трилопатевого пропелера на південно-західній стороні кулі із зір і довгого радіального ланцюжка зірочок на протилежній стороні.
Неподалік скупчення М13 (у 30 кутових хвилинах на північний схід) розташована галактика NGC 6207.

### Сусіди по небу з каталогу Мессьє
M92 — (на північ від π Геркулеса) воно менш яскраве, ніж М13.

### Послідовність спостереження в «Марафоні Мессьє»
… М68 → М83 → М13 → М92 → М5 …

## У літературі
- У науково-фантастичної серії Перрі Родана у скупченні M13 знаходиться Аркон — батьківщина раси Арконідів.
- У романі Сергія Сухінова[ru] «Світи з майбутнього» (2000) в районі скупчення М13 сталася велика зоряна битва між Об'єднаними флотами королівств Ліри, Денеба і Полярної разом з ескадрою баронів Геркулеса, з одного боку, та ескадрильями зоряних піратів варганців, з іншого. Битва закінчилася повним винищенням останніх.